# Коллінас
Коллінас (італ. Collinas, сард. Forru) — муніципалітет в Італії, у регіоні Сардинія,  провінція Медіо-Кампідано.
Коллінас розташований на відстані близько 400 км на південний захід від Рима, 55 км на північний захід від Кальярі, 9 км на північний захід від Санлурі, 23 км на північний схід від Віллачідро.
Населення — 864 особи (2014).

## Демографія
Населення за роками:

Станом на 1 січня 2023 року в муніципалітеті офіційно проживало 10 іноземців з 3 країн, серед них 2 громадяни країн Євросоюзу.

## Сусідні муніципалітети
- Гонностраматца
- Лунаматрона
- Могоро
- Сардара
- Сідді
- Віллановафорру